# Лично известен
«Лично известен» (другое название «Камо») — художественный фильм режиссёра Степана Кеворкова.
Первый фильм кинотрилогии («Лично известен», «Чрезвычайное поручение», «Последний подвиг Камо») о революционере-большевике С. А. Тер-Петросяне.
Художники фильма — Пётр Бейтнер и Валентин Подпомогов.
Премьера состоялась 17 апреля 1958 в г. Москве.

## Сюжет
Первый фильм трилогии охватывает период с 1905 по 1919 год. Решительность и актёрское дарование молодого социал-демократа Тер-Петросяна позволяют ему успешно осуществлять нелегальную революционную деятельность в Российской империи и за рубежом, обеспечивать связь с лидерами партии в эмиграции, организовывать стачки в Баку и Тифлисе, а также так называемые эксы. В результате предательства одного из соратников в 1909 году был арестован в Берлине. Превозмогая пытки, симулировал сумасшествие, позже был передан российским властям. Бежал и продолжил нелегальную деятельность. Фильм завершается эпизодом личной встречи Камо и Ульянова-Ленина, сопровождающуюся вручением мандата на новое партийное задание.

## В ролях
- Гурген Тонунц — Камо
- Борис Смирнов — В.И. Ленин
- Мария Пастухова — Надежда Крупская
- Андро Кобаладзе — Сталин (при перемонтаже роль вырезана)
- Ваган Багратуни — Сулейман
- Вагарш Вагаршян — профессор Отто Шиллер
- Гурген Ген — Мирский, усатый страховой агент
- Арчил Гомиашвили — Манташеров
- Кахи Кавсадзе — кандидат в боевой отряд Камо
- Артем Карапетян — Длинноволосый
- Акакий (Како) Кванталиани — духанщик
- Петр Малек
- Давид Малян — Оскар Кон, опекун Камо
- Афрасияб Мамедов — Реваз
- Ашот Нерсесян — слуга Марципанова
- Грачья Нерсесян — отец Медеи
- Ж. Овнатанян — сестра Камо Джаваир
- Вахтанг Пирцхалава — Гиви
- Борис Свобода — полковник Вадим Аркадьевич Марципанов
- Константин Скоробогатов
- Анатолий Смиранин — Гавриил Петрович, царский наместник
- А. Согомонян — Шаншиашвили
- Сергей Столяров — революционер Василий Никитич (прототип Леонид Красин)
- Галина Супрунова — актриса Валя Хризантемова
- Николай Тер-Семенов — барабанщик
- Медея Чахава — возлюбленная Камо Медея (Медико)
- Юрий Киреев
- Хорен Абрамян — уголовник «Готов всю жизнь отдать, чтоб только вас видать…»
- Мария Джерпетян — жена усатого
- Иван Рыжов — проводник через финскую границу
- Алексей Бахарь — член боевого отряда
- Андрей Файт — немецкий инспектор

### В эпизодах
- З. Атанесян
- В. Суханов
- Владимир Пицек

### Озвучивание
- Ростислав Плятт — голос за кадром.

## Съёмочная группа
- Режиссёры: Григорий Баласанян, Эразм Карамян, Степан Кеворков
- Сценарист: Марк Максимов
- Операторы: Артем Джалалян, Иван Дилдарян
- Композитор: Арно Бабаджанян
- Художник: Петр Бейтнер

## Награды
- Приз ВКФ-59 (Киев)